# Loco Suelto (álbum de 2012)
Loco Suelto es el segundo y último álbum de la banda independiente argentina del mismo nombre, lanzado solamente en formato digital en 2012. El único álbum sacado por esta formación de power trio (Facundo Espinosa, Hernán Ferreyrola y Federico Delfino), contó con la participación del líder de La Renga y la banda de rap independiente "Revelación Mcs". El álbum además contó con versiones de temas de Pappo's Blues, Charly García y Manal.

## Lista de canciones
Todas las canciones escritas y compuestas por Facundo Espinosa, Hernán Ferreyrola y Federico Delfino, excepto donde está indicado. 
| Loco Suelto |                                           |                           |          |  |
| N.º         | Título                                    | Vocalista principal       | Duración |  |
| 1.          | «Tropecé»                                 | Espinosa y Chizzo         |          |  |
| 2.          | «Vamonos»                                 | Espinosa                  |          |  |
| 3.          | «Latir en un hueco»                       | Espinosa                  |          |  |
| 4.          | «Gato de la calle negra» (Pappo)          | Espinosa                  |          |  |
| 5.          | «Remolino»                                | Ferreyrola                |          |  |
| 6.          | «Político» (Espinosa y Juan Pablo Rufino) | Espinosa                  |          |  |
| 7.          | «No te animás a despegar» (Charly García) | Espinosa                  |          |  |
| 8.          | «Rockito»                                 | Espinosa                  |          |  |
| 9.          | «Rap»                                     | Espinosa y Revelación Mcs |          |  |
| 10.         | «Jugo de tomate» (Javier Martínez)        | Espinosa                  |          |  |

## Personal
Loco Suelto
- Facundo Espinosa: voz y guitarra eléctrica.
- Hernán Ferreyrola: bajo y voz en «Remolino».
- Federico Delfino: batería.

Músicos adicionales
- Gustavo "Chizzo" Nápoli: voz en «Tropecé»
- Revelación Mcs: voces en «Rap»

## Cultura popular
- La versión del tema "Jugo de tomate" de Manal fue creada especialmente para la película de terror argentina Sudor frío (2011).[1]